# Критерий Вальда — Вольфовица
Критерий Вальда — Вольфовица (тест периодов, тест прогонов, критерий серий Вальда-Вольфовица), названный в честь статистиков Абрахама Вальда и Джейкоба Вольфовица, представляет собой непараметрический статистический тест, который проверяет гипотезу о случайности для двух последовательностей данных одинаковой длины. Точнее, данный критерий можно использовать для проверки нулевой гипотезы о том, что элементы двух последовательностей взаимно независимы.

## Определение
Прогон последовательности — это максимальный непустой сегмент последовательности, состоящий из соседних равных элементов. Если последовательность действительно случайна, то прогонов не должно быть слишком мало, но и не должно быть слишком много.
Например, последовательность длиной в 22 элемента
+ + + + − − − + + + − − + + + + + + − − − −
состоит из 6 прогонов, 3 из которых состоят из «+», а остальные из «−». Тест прогонов основан на нулевой гипотезе о том, что каждый элемент в последовательности независимо берется из одного и того же распределения.
Согласно нулевой гипотезе, количество прогонов в последовательности из N элементов  является случайной величиной, условное распределение которой, учитывая наблюдение N+ положительных значений  и N− отрицательных значений  (N = N+ + N−), является приблизительно нормальным, при этом  математическое ожидание {\displaystyle \mu ={\frac {2\ N_{+}\ N_{-}}{N}}+1}, дисперсия {\displaystyle \sigma ^{2}={\frac {2\ N_{+}\ N_{-}\ (2\ N_{+}\ N_{-}-N)}{N^{2}\ (N-1)}}={\frac {(\mu -1)(\mu -2)}{N-1}}}.

Эти параметры не предполагают, что положительные и отрицательные элементы имеют равные вероятности появления, а только предполагают, что элементы независимы и одинаково распределены. Если количество прогонов значительно выше или ниже ожидаемого, гипотеза о статистической независимости элементов может быть отклонена.

## Применение
Тест прогонов может быть использован, чтобы проверить:
1. Случайность распределения данных в последовательности. Таким образом данные проверяются на предмет стационарности или отсутствие корреляции во временном ряду или другой последовательности, особенно если распределение признака неизвестно. Нулевая гипотеза здесь заключается в том, что последовательные значения некоррелированы. Данные выбираются из последовательности в порядке их следования: знаком «+» отмечаются данные равные или превышающие медиану; знаком «–» — данные меньшие медианы.
2. Насколько хорошо функция соотносится с датасетом. Данные, превышающие значение функции, отмечаются знаком «+», остальные данные отмечаются знаком «–». В этом случае тест прогонов, учитывающий знаки, но не расстояния, является дополнением к критерию хи-квадрат, который учитывает расстояния, но не знаки — обе контрольные величины асимптотически независимы друг от друга.

## Пример проверки на случайность распределения данных
Рассмотрим последовательность
```
13	 3	14	14	1	14	3	8	14	17	9	14	13	2	16	1	3	12	13	14
```

Отнесем каждое значение данной последовательности к одной из 2 групп («+» или «–») с учетом того больше оно или меньше медианы = 13
```
0	-10	1	1	-12	1	-10	-5	1	4	-4	1	0	-11	3	-12	-10	-1	0	1
```

```
+	-	+	+	-	+	-	-	+	+	-	+	+	-	+	-	-	-	+	+
```

При N+ = 11 и N- = 9 получается r = 13 прогонов.
R приблизительно нормально распределено с математическим ожиданием {\displaystyle \mu ={\frac {(2\cdot 11\cdot 9)}{20}}+1=10{,}9} и дисперсией {\displaystyle \sigma ^{2}={\frac {2\cdot 11\cdot 9\cdot (2\cdot 11\cdot 9-20)}{20^{2}\cdot 19}}=4{,}6}.
В этом случае контрольная величина z рассчитывается как {\displaystyle {\frac {13-10{,}9}{\sqrt {4{,}6}}}=0{,}98}.
При уровне значимости 0,05 нулевая гипотеза H0 отвергается, если |z| > 1,96. Это не наш случай.
Результат: нулевая гипотеза не отвергается. Элементы выборки, по-видимому, выбраны случайным образом.
Поскольку тест прогонов не является параметрическим тестом, то к результату следует относиться с осторожностью. Например, при уровне достоверности 90% нулевая гипотеза может быть отвергнута, однако параметрический критерий Шапиро-Уилка показывает, что значения данного числового ряда не распределены нормальным образом!

## Связанные критерии
Критерий Вальда-Вольфовица, первоначально предложенный для использования с двумя выборками (последовательностями) , впоследствии был расширен для использования с несколькими выборками.

## Внешние ссылки
- Analysis of Runs - глава из документации к статистическому пакету NCSS
- Портал machinelearning.ru / Регрессионный анализ / Критерий Вальда-Вольфовица
- Функция runstest_2samp из модуля Python statsmodels, реализующая тест прогонов Вальда-Вулфовица для двух последовательностей
- Иллюстрированный самоучитель по SPSS / Непараметрические тесты / Тест Уалда-Вольфовица (Wald-Wolfowitz)
- Kandethody M. Ramachandran, Chris P. Tsokos. Chapter 12. Nonparametric Tests / Projects for Chapter 12 / 12B. Randomness Test (Wald–Wolfowitz Test) // Mathematical statistics with applications (англ.). — Elsevier Academic Press, 2009. — P. 653. — 824 p. — ISBN 978-0-12-374848-5.
- Кобзарь, А. И.. Глава 4. Проверка гипотез о значениях параметров распределений / 4.3. Критерии тренда и случайности / 4.3.9. Критерии ранговой корреляции / 4.3.9.1. Критерий Вальда-Волфовитца // Прикладная математическая статистика. Для инженеров и научных работников. — Физматлит, 2006. — С. 539. — 816 с. — ISBN 978-5-9221-0707-5.
- CRAN / randtests: Testing Randomness in R / runs.test: Wald-Wolfowitz Runs Test — runs test of randomness for continuous data